# Trabajador

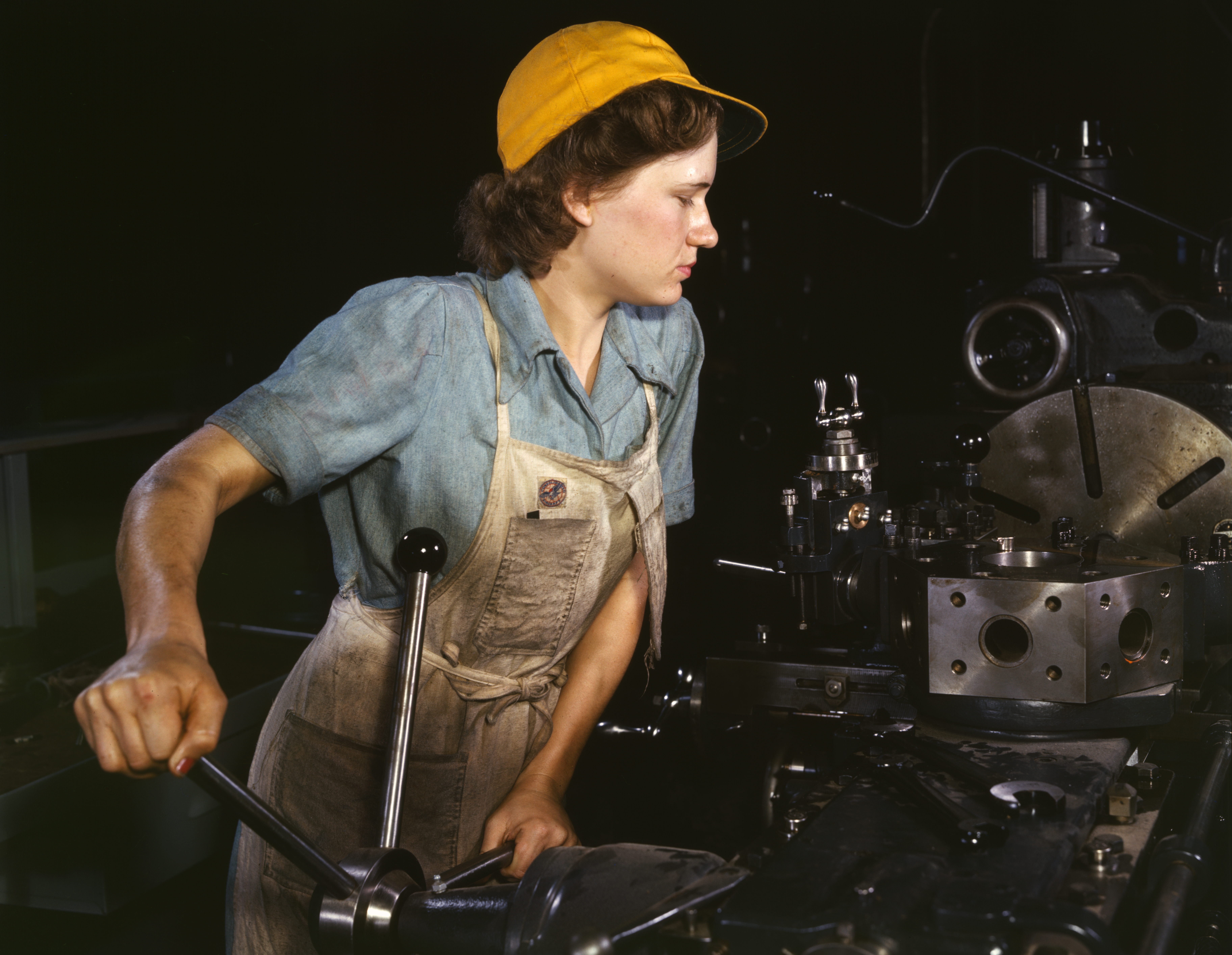
En 1942, durante la Segunda Guerra Mundial, una trabajadora labra piezas en un torno revólver para aviones en la fábrica de Consolidated Aircraft Corporation en Fort Worth (Texas, Estados Unido]).

Un trabajador u obrero —de forma coloquial, currante— es la persona física que con la edad legal mínima presta servicios retribuidos subordinados a otra persona, a una empresa o institución. Si su edad es menor a la legal establecida, puede considerarse trabajo infantil y puede ser ilegal a menos que tenga, en ciertos casos, permiso de sus padres o tutores. Si, aun siendo una persona adulta, no presta los servicios de forma voluntaria, se considera esclavitud o servidumbre.

## Contexto histórico
El concepto moderno de «trabajador», como el de «empresario», surge con la Primera Revolución Industrial durante el siglo XIX y se consolida durante la denominada Segunda Revolución Industrial. Esta dicotomía social, económica y productiva establecería las diferentes clases sociales: clase capitalista (el concepto de burguesía se utiliza desde el siglo XVII) y clase obrera (proletariado o clase baja).  En el manifiesto comunista, Marx y Engels, definen al conjunto de trabajadores dependientes como proletariado:

Por proletarios se comprende a la clase de trabajadores asalariados modernos, que, privados de medios de producción propios, se ven obligados a vender su fuerza de trabajo para poder existir.

En la teoría marxista, frente a la burguesía, el trabajador es la clase social que no tiene la propiedad de los medios de producción. Por lo tanto, la única fuente de ingresos para los proletarios es la venta de su fuerza de trabajo.
La sociedad capitalista se define como aquella sociedad política y jurídica basada en una organización específica de la labor, el dinero y la utilidad de los recursos de producción, caracteres propios del capitalismo. En el orden capitalista, la sociedad está formada por clases socioeconómicas en vez de estamentos como son propios del feudalismo y otros órdenes premodernos. Se distingue de este y otras formas sociales por la posibilidad de movilidad social de los individuos, por una estratificación social de tipo económica, y por una distribución de la renta que depende casi enteramente de la funcionalidad de las diferentes posiciones sociales adquiridas en la estructura de producción.
La dicotomía burgués-obrero, capitalista-trabajador, empresario-asalariado articulará la historia social y política de los países occidentales durante la segunda mitad del siglo XIX y el siglo XX.[cita requerida] Sin embargo, diversos factores dificultan no solo este análisis, sino también la formación de un marco teórico acerca de la realidad del obrero en las décadas finales del siglo XX y principios del XXI. Entre ellos se incluye el aumento en la complejidad de los procesos productivos, su mecanización, la aparición de trabajadores cualificados y altamente cualificados, el desarrollo del sector servicios frente al sector industrial, el taylorismo digital, las consecuencias de la tercera revolución industrial, y la aparición de nuevas figuras jurídicas y laborales las cuales hacen difícil distinguir entre trabajador autónomo y empresario.

## Clasificación

### Por clase de trabajo desempeñado

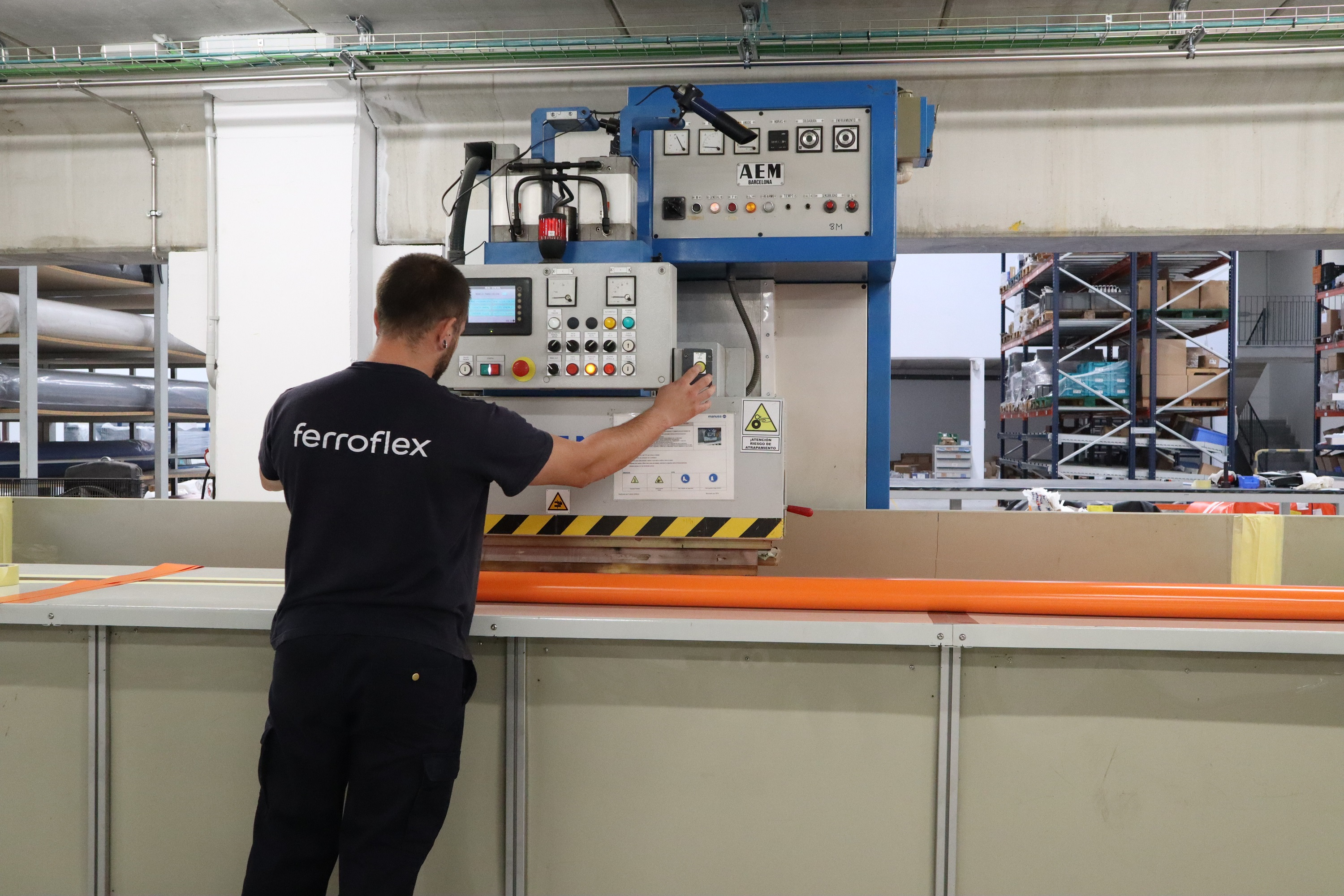
Un empleado fabrica una de las partes de una puerta automática industrial

En el ámbito anglosajón es costumbre agrupar bajo el color teórico del cuello de su camisa a los trabajadores según el tipo de oficio que desempeñen. Así pueden clasificarse los trabajadores:
- Cuello blanco (white collar workers) serían aquellos que se encargan de tareas "de oficina", administrativos, ejecutivos, oficinistas, etc.
- Cuello azul (blue collar workers), habitualmente trabajadores de industria, fábricas y talleres. Serían obreros, operarios, oficiales, mecánicos, etc.
- Cuello rosa (pink collar worker) son aquellos del sector servicios (sanidad, educación, trabajador doméstico, etc.).
- Cuello verde (green collar worker) hace referencia al trabajador dedicado a sectores de la economía social (o tercer sector) y de la economía sostenible (véase sostenibilidad y desarrollo sostenible).

### Por tipo de contrato laboral principal
Según el tipo de contrato y su duración temporal u horaria:
- Por su condición:
  - Trabajador fijo o indefinido, incluyendo al trabajador fijo discontinuo.[13]
  - Trabajador temporal, tanto en las modalidades de eventual, por obra y servicio o por interinidad, entre otras.
- Por la jornada:
  - Trabajador con contrato a tiempo completo.
  - Trabajador con contrato a tiempo parcial.

### Por tipo de relación de dependencia
- Trabajador dependiente: trabajador por cuenta ajena o que trabaja para otra persona, empresa o institución.
- Trabajador por cuenta propia: trabajador autónomo. También se le conoce como freelance.

## Laboralidad

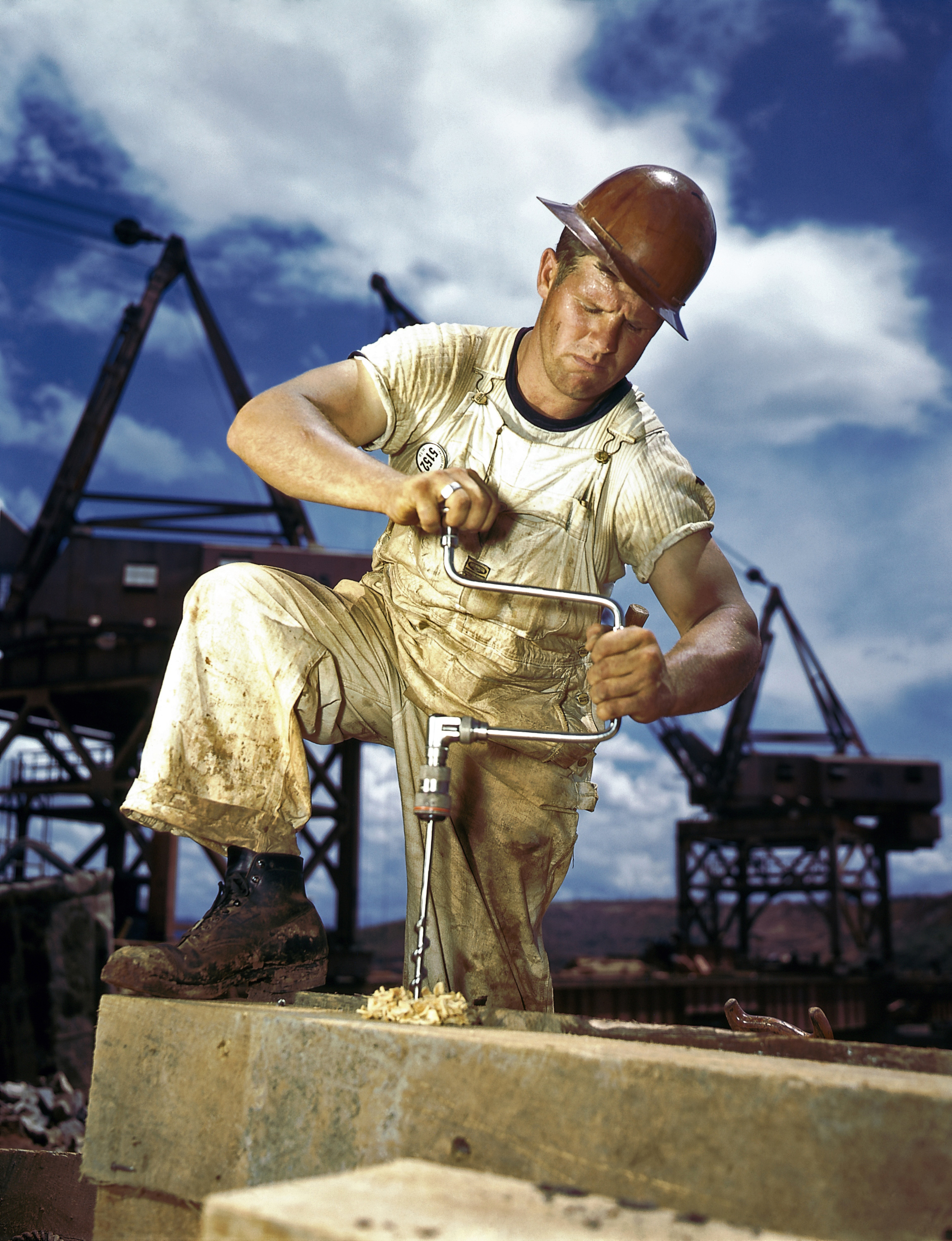
Carpintero en 1942, Tennessee

Con la extensión de las plataformas digitales de movilidad (como Uber o Cabify) o de reparto (como Deliveroo o Glovo) adquiere gran importancia la cuestión de la laboralidad: si una persona que trabaja —ocasional o frecuentemente— para esas plataformas es un trabajador asalariado o un autónomo. Es un tema que en el presente momento está siendo objeto de sentencias judiciales y de leyes específicas en varios países (como Italia o España). Si una sentencia decreta la "laboralidad" de una relación entre una empresa y una persona (como un repartidor autónomo, frecuentemente denominada con el anglicismo rider), entonces lo que se decreta es que la persona es empleada de esa empresa, con todas las obligaciones que eso conlleva (nómina regular, pago de la seguridad social, etc.). El camino que tome esta cuestión puede tener importantes consecuencias para la organización del mercado de trabajo, las pensiones y la protección social.